# Ferdinando Quartieri
Ferdinando Quartieri (Bagnone, 1865 – Milano, 1936) è stato un imprenditore e politico italiano.

## Biografia

### Biografia
Capace imprenditore e, allo stesso tempo, filantropo, promosse l'industria chimica in Italia ed ebbe importanti incarichi in qualità di perito industriale alla Conferenza di pace di Parigi e negli USA.
Dal 1905 al 1907 fu presidente della Provincia di Massa-Carrara.
Si occupò anche di diplomazia e tentò di avanzare un accordo per la spartizione di Fiume nel 1921. Per questi meriti, fu nominato senatore del Regno d'Italia.
Degno di nota è il monumento della sua cittadina natale, Bagnone, posto in Piazza Roma.

## Fonti
Quartieri, Ferdinando su Treccani.it